# Florijana Ismaili
Florijana Ismaili   (Aarberg, 1 de gener de 1995 - llac de Como, 29 de juny de 2019) va ser una futbolista suïssa, que va jugar de davantera al BSC YB Frauen i a la Selecció femenina de futbol de Suïssa, equip en el qual va arribar a ser capitana. Provenia d'una família de la població de Preševo (Sèrbia), d'origen albanès. Va morir el 30 de juny de 2019 mentre feia submarinisme al Llac Como, a Llombardia.